# 최부기
최부기(1988년 6월 18일 ~ )는 대한민국의 희극 배우이다.

## 학력
- 백제예술대학 방송연예과

## 출연작

### 방송
- 웃찾사 (SBS)
  - 알바넷 (2014.07.25 ~ 2014.09.12)
  - 새벽의 스타 (2014.09.26 ~ 2014.10.03)
  - 호찬아~ (2015.07.26 ~ 2016.04.01)
  - 왼팔 오른팔 (2016.08.24 ~ 2016.10.26)